# Shadowrun Returns
Shadowrun Returns est un jeu vidéo de type tactical RPG développé et édité par Harebrained Schemes, sorti en 2013 sur Windows, Mac OS, Linux, iOS et Android. Il prend place dans l'univers Shadowrun. Le jeu a été suivi d'une extension Shadowrun: Dragonfall et d'un standalone intitulé Shadowrun: Hong Kong.

## Système de jeu
Le joueur commence par créer un personnage, en choisissant sa race (Humain, Elfe, Nain, Ork ou Troll) puis sa profession :
- Samouraï des rues : un guerrier spécialisé dans un type d'arme à feu (pistolet, pistolet mitrailleur, fusil d'assaut / de précision, fusil à pompe). Essentiel dans les combats.
- Decker : un pirate informatique, presque inutile en combat.
- Mage : un lanceur de sorts pouvant être utilisé comme offensif, défensif ou soutien.
- Interfacé : ce type de personnage utilise des drones dans les combats et dans les recherches d'indices.
- Adepte : un semi-mage qui utilise sa magie pour renforcer ses performances physiques, expert du combat au contact.
- Shaman : un mage spécialisé dans l'invocation des esprits. Excellent soutien dans les combats.

Le jeu se passe dans les années 2050, à Seattle, dans un univers mêlant le cyberpunk et des éléments empruntés au médiéval-fantastique. Il enchaîne les chapitres consacrés aux recherches et aux dialogues et les phases de combat. Entre chaque chapitre, il est possible d'améliorer son équipement (armes, armure, consommables, sorts, programmes informatiques,...) auprès des différents commerçants présents dans le quartier général, une boîte de nuit des Redmond Barrens, le quartier mal famé de la ville.
L'équipe que contrôle le joueur durant chaque chapitre est composée du personnage qu'il a créé et d'alliés temporaires ou plus durables, avec un maximum de quatre personnages.
Les combats sont divisés en tours. À chaque tour, chaque personnage dispose d'un minimum de deux Points d'Action qui lui permettent de se déplacer, d'attaquer, de lancer un sort ou tenter une invocation.
L'intrigue générale est très proche du roman Grille-neurones de N. Findley.

## Développement
Le jeu a bénéficié d'un financement participatif via le site Kickstarter : il y a récolté 1 836 447 dollars pour 400 000 demandés.

## Réception critique
- Canard PC : 8/10[2]
- IGN : 7,3/10[3]
- Jeuxvideo.com : 15/20[4]